# NGC 3976
NGC 3976 (другие обозначения — UGC 6906, MCG 1-31-1, ZWG 41.6, IRAS11533+0701, PGC 37483) — спиральная галактика с перемычкой (SBb) в созвездии Девы. Открыта Уильямом Гершелем в 1784 году.
Относится к сейфертовским галактикам типа 2. При помощи космического телескопа XMM-Newton был измерен спектр галактики в рентгеновском диапазоне: в нём наблюдается более мягкая (низкоэнергетическая) составляющая, на которую практически не повлияло межзвёздное поглощение, и жёсткая, которую, напротив, заметно ослабило межзвёздное поглощение. Переменности потока излучения обнаружено не было.
Этот объект входит в число перечисленных в оригинальной редакции «Нового общего каталога».